# 15e régiment d'infanterie (Reichswehr)
Pour les articles homonymes, voir 15e régiment.
Le 15e régiment d'infanterie est un régiment de la Reichswehr.

## Histoire
Le régiment est formé le 1er janvier 1921 à partir du 22e régiment de tirailleurs de la Reichswehr et des 21e et 22e régiments d'infanterie de la Reichswehr de l'armée de transition. Comme il s'agit d'une unité mixte, seuls les bataillons respectifs reçoivent le 29 mai 1922 en plus de son nom, la désignation "Hessois", "Thuringeois" ou "Prussien".
Au cours de l'expansion de la Reichswehr, le régiment est divisé en 1934 dans la première vague de formation et forme le régiment d'infanterie Kassel et le régiment d'infanterie Giessen.

### Garnisons
- Gießen : état-major régimentaire, 1er bataillon (hessois) avec état-major
- Eisenach : 2e bataillon (thuringeois) avec état-major, 7e et 8e compagnies

Sondershausen, à partir de 1925 Weimar : 5e et 6e compagnies
- Cassel : 3e bataillon (prussien) et 13e compagnie (MW)
- Marbourg : bataillon d'entraînement (hessois)

À partir de 1925, le quartier général du régiment est à Cassel.

### Commandants
À quelques exceptions près, le commandant du régiment agit également en même temps que le commandant de l'État de Hesse.
| Nr. | Nom                                                       | Début             | Fin               |
| --- | --------------------------------------------------------- | ----------------- | ----------------- |
| 1.  | Oberst Friedrich Kumme (de)                               | 1er janvier 1921  | 15 juin 1921      |
| 2.  | Oberst Erich Wöllwarth (de)                               | 16 juin 1921      | 31 octobre 1922   |
| 3.  | Oberst Karl von Stockhausen                               | 1er novembre 1922 | 30 novembre 1922  |
| 4.  | Oberst/Generalmajor Ernst Bethcke                         | 1er décembre 1922 | 31 janvier 1924   |
| 5.  | Oberst/Generalmajor Albert Fett (de)                      | 1er février 1924  | 31 janvier 1928   |
| 6.  | Oberst/ Generalmajor Cordt von Brandis (de)               | 1er février 1928  | 31 janvier 1930   |
| 7.  | Oberst/Generalmajor Erich von Schickfus und Neudorff (de) | 1er février 1930  | 31 mars 1932      |
| 8e. | Oberst Werner Kienitz                                     | 1er avril 1932    | 30 septembre 1934 |
| 9.  | Oberst Walter Behschnitt                                  | 1er octobre 1934  | 11 octobre 1937   |

## Organisation

### Affiliation
Le régiment est subordonné au 5e commandant d'infanterie du 5e division à Stuttgart.

### Structure
En plus de l'état-major du régiment, le régiment se compose d'un escadron des transmissions
1er bataillon avec quartier général et escadron des transmissions, issu du 22e régiment de tirailleurs de la Reichswehr,
2e bataillon avec quartier général et escadron des transmissions, issu du 21e régiment d'infanterie de la Reichswehr,
III. Bataillon avec quartier général et escadron des transmissions, issu du 21e régiment d'infanterie de la Reichswehr,
Bataillon supplémentaire, à partir du 23 mars 1921 Bataillon d'entraînement, issu du 22e régiment d'infanterie de la Reichswehr.
Chaque bataillon de campagne est divisé en trois compagnies, chacune avec trois officiers et 161 sous-officiers et hommes (3/161) et une compagnie de mitrailleuses (4/126). Au total, un bataillon est composé de 18 officiers et fonctionnaires (dont des médecins) et de 658 hommes.

## Armement et équipement

### Armement principal
Les tirailleurs sont armés de la carabine K98a. Chaque peloton possède une mitrailleuse légère 08/15.
Dans chacune des compagnies MG, le 1er peloton est composé de trois groupes avec trois mitrailleuses lourdes MG 08 sur affût, tiré par quatre chevaux, et les 2e au 4e pelotons sont composés de trois groupes avec trois mitrailleuses lourdes MG 08 sur affût, tiré par deux chevaux.
Les armes les plus lourdes du régiment sont les mortiers de la 13e compagnie. Le 1er peloton est équipé de deux lanceurs moyens de 17 cm, tirés par quatre chevaux, les 2e et 3e pelotons avec trois lanceurs légers de 7,6 cm, entraînés par paires.

## Divers

### Reprise de la tradition
Le régiment reprend la tradition des anciens régiments en 1921.
- 1re compagnie : 115e régiment d'infanterie (de)
- 2e compagnie : 116e régiment d'infanterie (de)
- 3e compagnie : 118e régiment d'infanterie (de)
- 4e compagnie : 118e régiment d'infanterie
- 5e compagnie : 32e régiment d'infanterie et 95e régiment d'infanterie (de)
- 6e compagnie : 71e régiment d'infanterie
- 7e compagnie : 94e régiment d'infanterie
- 8e. compagnie : 96e régiment d'infanterie
- 9e compagnie : 83e régiment d'infanterie
- 10e compagnie : 81e régiment d'infanterie (de) et 168e régiment d'infanterie
- 11e compagnie : 168e régiment d'infanterie
- 12e compagnie : 80e régiment de fusiliers et 117e régiment d'infanterie (de)
- 13e compagnie : 167e régiment d'infanterie
- 14e compagnie : 87e régiment d'infanterie (de) et 117e régiment d'infanterie
- 15e compagnie : 88e régiment d'infanterie et 117e régiment d'infanterie
- 16e compagnie : 11e bataillon de chasseurs à pied (de)